# Aplomya facialis
Aplomya facialis là một loài ruồi trong họ Tachinidae.